# コモ・ラ・ヴィダ・ミスマ
『コモ・ラ・ヴィダ・ミスマ』（スペイン語: Como la vida misma）は、チリのテレビドラマ。2023年5月9日、 メガで初公開された。

## 登場人物
ソレダッド・ガルシア
演：シグリッド・アレグリア
アロンソ・バルデス
演：ディエゴ・ムニョス